# Jukiv, Berejanî
Jukiv (în ucraineană Жуків) este localitatea de reședință a comunei Jukiv din raionul Berejanî, regiunea Ternopil, Ucraina.

## Demografie
Componența lingvistică a localității Jukiv
     Ucraineană (99,89%)
     Alte limbi (0,11%)
Conform recensământului din 2001, majoritatea populației localității Jukiv era vorbitoare de ucraineană (99,89%), existând în minoritate și vorbitori de alte limbi.